# Куценко, Владимир Ильич
Влади́мир Ильи́ч Куце́нко (укр. Володимир Ілліч Куценко; 18 февраля 1921, с. Благодатное Екатеринославской губернии — 6 января 1998, Киев) — советский и украинский философ, доктор философских наук, профессор (1976), академик АН УССР (1985).

## Биография
Родился 18 февраля 1921 года в селе Благодатное Павлоградского уезда Екатеринославской губернии (ныне в Павлоградском районе Днепропетровской области).
В 1938 году окончил педагогический техникум в Новомосковске (Днепропетровская область), учительствовал г. Павлограде.
Участник советско-финской и Великой Отечественной войн.
После демобилизации экстерном окончил исторический факультет Киевского государственного университета, затем — Республиканскую партийную школу при ЦК КП (б) Украины (1948).
Работал заведующим отделом газеты «Молодь Украины».
В 1950—1953 — аспирант Академии общественных наук при ЦК КПСС в Москве.
После защиты диссертации с 1953 по 1960 год работал старшим преподавателем, доцентом, а с 1969 — заведующим отделения журналистики Высшей партийной школы при ЦК Компартии Украины.
В 1970 перешел на научную работу в Институт философии АН УССР, где занимал должность заведующего отделом исторического материализма и советника при дирекции института. Одновременно был главным редактором журнала «Философская мысль» (1971—1976), заместителем академика-секретаря Отделения истории, философии и права АН УССР (1975—1993).
В Институте философии работал до конца своей жизни, защитил докторскую диссертацию на тему «Социальные задачи. Их генезис и разрешение (общеметодологический аспект)».
В 1976 был избран членом-корреспондентом, а в 1985 года — академиком АН Украины.
Похоронен в Киеве.

## Научная деятельность
Академик В. Куценко — один из общепризнанных специалистов в области исследования сущности, структуры и механизмов формирования и решения общественных проблем и социальных задач, методологических проблем социального предвидения и прогнозирования, управления творческими процессами.
Круг научных интересов: социальная философия и теория управления. Научные исследования ученого отличались актуальностью и новизной, фундаментальностью, глубиной философско-теоретического анализа, взвешенностью и толерантностью критикию
Автор более 150 научных работ, среди которых 10 индивидуальных и 12 коллективных монографий, в их числе :
- Предсказание и жизнь (К, 1966),
- О научном управлении творческим процессом (К, 1971),
- Социальная задача как категория исторического материализма (К, 1972),
- Методологические проблемы социального предвидения (К, 1977),
- Вопросы прогнозирования общественных явлений (К, 1978),
- Социальное познание и социальное управление (К, 1979),
- Общественные проблемы: генезис и решение (методологический анализ) (К, 1984),
- Категории исторического материализма: их роль в познании и преобразования социальной действительности (К, 1985),
- Категории исторического материализма и их методологическая функция (К, 1986),
- Методологические проблемы социального познания (К, 1987),
- Общественные отношения (Социально-философский анализ) (К, 1991).